# Orbiter 9 – Das letzte Experiment
Orbiter 9 – Das letzte Experiment (Originaltitel: Órbita 9) ist ein spanisch-kolumbianischer Science-Fiction-Liebesfilm mit Clara Lago in der Hauptrolle. Der Film, bei dem der Spanier Hatem Khraiche Regie führte, erschien am 7. April 2017 in den spanischen Kinos.

## Handlung
Helena ist scheinbar schon ihr ganzes Leben alleine auf dem interstellaren Raumschiff „Orbiter 9“. Ihre Eltern, die sie nur durch Videoaufnahmen kennt, verübten angeblich Suizid, um den knappen Sauerstoff zu sparen und ihrer Tochter das Überleben zu ermöglichen. Helena wird vom Computer Rebecca erzogen und glaubt, durch das Weltall in Richtung Alpha Centauri zu fliegen, bis der Techniker Alex im Raumschiff ankommt, weil er angeblich ihr Notsignal empfangen hat. Obwohl Helena bis dahin keine zwischenmenschlichen Kontakte hatte, verliebt sie sich in Alex und verbringt die Nacht mit ihm.
Alex verlässt „Orbiter 9“ nach wenigen Tagen, läuft durch einen Flur mit Heizungsrohren, fährt mit einem Fahrstuhl zur Erdoberfläche und befindet sich in einer Waldlichtung. Spätestens an dieser Stelle wird dem Zuschauer klar, dass es sich nicht um ein echtes Raumschiff handelt, sondern nur um eine unterirdische Simulation. Mit einem Auto fährt Alex zum Hauptgebäude der Forschungseinrichtung, die Raumschiffsimulationen als Vorbereitung für Raumflüge zu Celeste, einem bewohnbaren Planeten um Alpha Centauri, betreibt. Alex berichtet Hugo, dem Leiter der Forschungseinrichtung, der seinerseits der weltweiten Leiterin Katherine berichtet.
Alex erzählt seiner Therapeutin Silvia von seinen Gefühlen zu Helena. Alex kehrt ohne Raumanzug zu Helena zurück und erzählt ihr die Wahrheit über die Simulation. Er manipuliert die Videoaufzeichnungen, sodass niemand ihre Flucht bemerkt. Er nimmt Helena mit in seine Wohnung und zeigt ihr die Welt. Als sie einen Hautausschlag an ihrer Schulter hat, geht Alex mit ihr zu Xiao, einem befreundeten Arzt. Xiao bemerkt, dass ihre Haut noch nie dem Sonnenlicht ausgesetzt war und will ihnen später die Testergebnisse mitteilen.
Als Alex arbeiten ist, entdeckt Helena Dokumente zu den zehn Raumschiffsimulationen, wonach die zehn „Raumfahrer“ Klone lange verstorbener Personen sind. Darin findet sie auch die Adresse ihrer fiktiven Eltern, die nicht ihre biologischen Eltern sind und die sie daraufhin besucht. Der Mann meldet der Forschungseinrichtung, dass Helena bei ihm ist, aber die Frau ermöglicht ihr die Flucht. Helena kehrt zu Alex zurück und beide besuchen Silvia, die ihnen Hilfe anbot. Hugo hat die Verfolgung der beiden aufgenommen und lässt Silvia erschießen. Helena und Alex fliehen, bis Helena schließlich gefangen wird. Katherine befiehlt Hugo, Helena als gescheitertes Experiment zu töten.
Alex kehrt in die Forschungseinrichtung zurück und informiert Hugo über die Testergebnisse von Xiao: Helena ist schwanger. Hugo und Katherine entscheiden sich, das Experiment weiterlaufen zu lassen und eine echte Geburt und das Aufwachsen der Familie in Orbiter 9 zu beobachten. Helena hat eine Bedingung für die Rückkehr zu Orbiter 9…
Einige Jahre später verlässt eine junge Frau Orbiter 9 und wird vom gealterten Hugo begrüßt. Sie blickt zum Himmel und sieht die ersten Raumschiffe zu Celeste starten. Schließlich sieht man von hinten noch Helena und Alex.

## Rezeption
Der Film stieß auf ein geteiltes Echo. Bei Rotten Tomatoes erreicht er einen Tomatometerwert von 67 %.

“… you’ll find the film’s central love story is one of the more insightful and surprisingly romantic space relationships in this galaxy.”

„Sie werden feststellen, dass die zentrale Liebesgeschichte des Films eine der aufschlussreicheren und erstaunlich romantischen Weltraumbeziehungen in dieser Galaxie ist.“

“Orbiter 9 starts as a compelling sci-fi piece, then the plot kicks in and it becomes dull. It’s a shame because the story has the heft to carry a better movie but it’s ultimately another misfire for Netflix.”

„Orbiter 9 beginnt als ein fesselndes Science-Fiction-Stück, dann bricht die Handlung ein, und es wird langweilig. Es ist eine Schande, denn die Story hat das Zeug zu einem besseren Film, aber letztlich ist es eine weitere Fehlzündung für Netflix.“

## Synchronisation
Die deutsche Bearbeitung erfolgte durch die Boom Company. Die deutsche Übersetzung stammt von Eva Hausmann, Dialogbuch und Dialogregie übernahm Achim Geisler. Die Synchronsprecher waren:
| Darsteller         | Sprecher           | Rolle          |
| ------------------ | ------------------ | -------------- |
| Clara Lago         | Malika Bayerwaltes | Helena         |
| Álex González      | Patrick Schröder   | Alex           |
| Andrés Parra       | Matthias Klie      | Hugo           |
| Belén Rueda        | Dagmar Dempe       | Silvia         |
| Kristina Lilley    | Dorothea Anzinger  | Katherine      |
| John Alex Castillo | Ole Pfennig        | Dr. Xiao       |
| Sara Deray         | Christine Stichler | Helenas Mutter |
| Fernando Campo     | Mike Carl          | Helenas Vater  |

## Trivia
Im Film wurde eine "RodDoor" von Klemens Torggler gezeigt, die sich in Alex Wohnung befindet.